# Phloeochopardia abbreviata
Phloeochopardia abbreviata är en insektsart som först beskrevs av Lucien Chopard 1921.  Phloeochopardia abbreviata ingår i släktet Phloeochopardia och familjen gräshoppor. Inga underarter finns listade i Catalogue of Life.